# Delphinium elatum
La  espuela de caballero (nombre que también se da a otras especies), Delphinium elatum, es una especie de planta herbácea y perenne de la familia Ranunculaceae. Se distribuye por Eurasia.

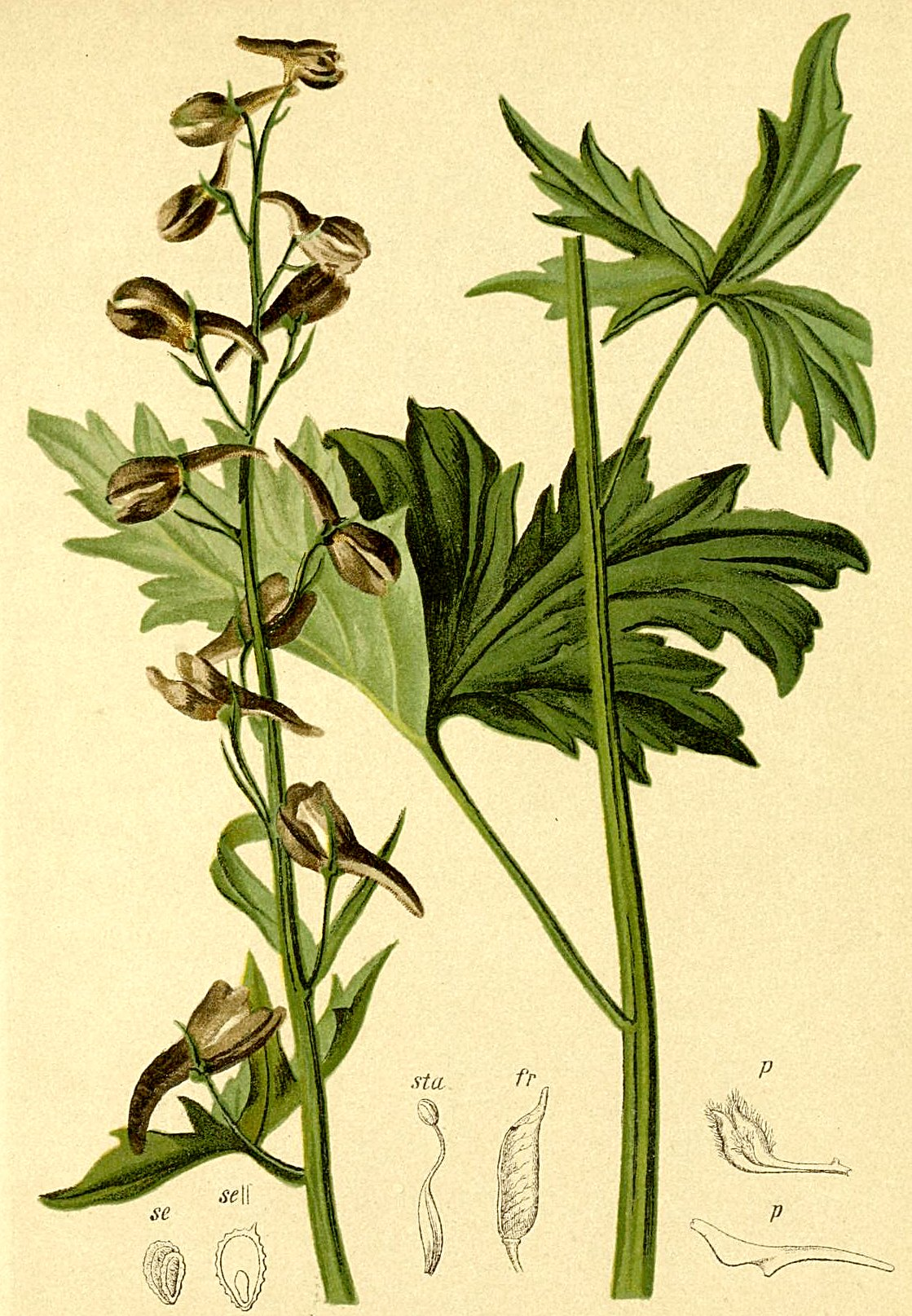
Detalle de las hojas

## Descripción
Es una planta muy alta y frondosa, de hasta 1 m de altura, muchas hojas y muchas flores en un largo y denso racimo, perenne, con rizoma. Flores de azul intenso o brillante hasta el violeta y desde el rosa al morado o mezclados todos. Flores grandes, de 3-5 cm de diámetro, con 5 piezas exteriores ovaladas, la superior con un espolón tan largo como el limbo, curvado hacia abajo, 4 piezas internas o nectarios de color marrón oscuro y borde más claro, pelillos blancos en el limbo y en el ápice, los dos de arriba con espolón introducido en el exterior, 8 estambres y 4 carpelos con punta larga, Las hojas con un largo peciolo, casi todas con 5 segmentos, palmatisectas, con lóbulos lanceolados a su vez, las superiores con menos segmentos.

## Hábitat
En cunetas y bordes húmedos, junto a canales y acequias de riego, regueros, desagües y cabeceras de parcelas cultivadas. Florece en primavera.

## Taxonomía
Delphinium elatum fue descrita por Carlos Linneo y publicado en Species Plantarum 1: 531, en el año 1753.
Etimología
Ver: Delphinium
elatum: epíteto latino de alta que significa "horizontal" y de halos = "plano".
Sinonimia
- Delphinastrum elatum (L.) Spach
- Delphinastrum hybridum (L.) Spach
- Delphinastrum urceolatum (Jacq.) Nieuwl.
- Delphinium alpinum Waldst. & Kit.
- Delphinium alpinum var. hebecarpum Kulikov
- Delphinium atropurpureum Pall.
- Delphinium belladonna (Kelway) Bergmans
- Delphinium clusianum Host
- Delphinium cryophilum Nevski
- Delphinium davuricum Georgi
- Delphinium elisabethae var. eglandulosum Kem.-Nath.
- Delphinium gratum Hoffmanns.
- Delphinium hirsutum Pers.
- Delphinium hybridum L.
- Delphinium intermedium Aiton
- Delphinium kioviense Besser ex Nyman
- Delphinium mixtum Loisel.
- Delphinium speciosum Janka ex Nyman
- Delphinium tauricum Pall. ex M.Bieb.
- Delphinium tiroliense A.Kern. ex Dalla Torre
- Delphinium urceolatum Jacq.[4]